# 克劳迪娅·米勒
克劳迪娅·米勒（德語：Claudia Müller，1974年5月21日—），德国前女子足球运动员。她曾代表德国国家队参加2000年夏季奥林匹克运动会女子足球比赛，获得一枚铜牌。